# 刑部
刑部是中国古代官署名之一。其長官為刑部尚书。

## 历史
刑部最早出自隋朝五省六曹制，其時設有都官尚书，後來改為刑部尚书，為六部之一，長官為刑部尚書。其後由唐至元，此制歷代相沿。唐玄宗朝，曾改为宪部。
明清两代，刑部作為主管全國刑事司法的机构，与都察院管稽察、大理寺掌重大案件的最后审理和复核，共为「三法司制」。刑部的具体职掌是：审定各种法律，复核各地送部的刑名案件，会同九卿审理“监候”的死刑案件以及直接审理京畿地区的待罪以上案件。刑部的内部组织机构的设置是按省设司。清代刑部各司除分核本省刑名外，职掌他省及衙门的部分文书收发和某些日常政务。此外，清设督捕司，掌督捕旗人逃亡事；秋审处，掌核秋审、朝审各案；减等处，掌汇核各省及现审各案之遇赦减等事；提牢厅，掌管狱卒，稽察南北所监狱的罪犯，发放囚衣、囚粮及药物等；赃罚库，掌收放现审案内赃款及没收各物件，并保管本部现银及堂印；赎罚处，掌罚罪事；律例馆，掌修订法律。
光绪三十二年（1906年），清政府宣布“仿行宪政”，设立法部，其长官称司法大臣，刑部遂废。

## 其他國家
受中國文化影響，朝鮮半島的高麗王朝也設有刑部，其長官為刑部尚書。至朝鮮王朝時期，改稱刑曹，長官改稱刑曹判書。越南古代亦設有刑部的機構。

### 朝鮮
朝鮮王朝時期，刑曹的本曹設置官員五十四名，分別為判書一名（正二品）、參判一名（從二品）、參議一名（正三品）、正郎三名（正五品）、銓郎三名（正六品）、律學教授一名（從六品）、別提二名（從六品）、明律一名（從七品）、審律二名（從八品）、律學訓導一名（正九品）、檢律二名（從九品）。刑曹之下設有掌隷院、典獄署兩個衙門。

### 越南
阮朝時，刑部設尚書一、參知二、侍郎二，輔官若干。保大八年（1933年），保大帝改組內閣，將刑部改設為司法部，但民間依然稱作“刑部”。

### 日本
受中国唐代文化影响，日本古代相应采取了二官八省制，设立刑部省主管司法事务。其后相沿至近代。

## 延伸阅读
[在维基数据编辑]
 《欽定古今圖書集成·明倫彙編·官常典·刑部部》，出自陈梦雷《古今圖書集成》